# Albánské námořnictvo
Albánské námořnictvo (albánsky: Forca Detare të Republikës së Shqipërisë) je součástí ozbrojených sil Albánie. Jeho velitelstvím je Drač. Mimo to využívá například přístavy Saranda a Vlora. Představuje malé námořnictvo, jehož největšími jednotkami jsou čtyři hlídkové lodě nizozemského typu Damen Stan Patrol 4207, doplněné dalšími hlídkovými čluny.

## Historie

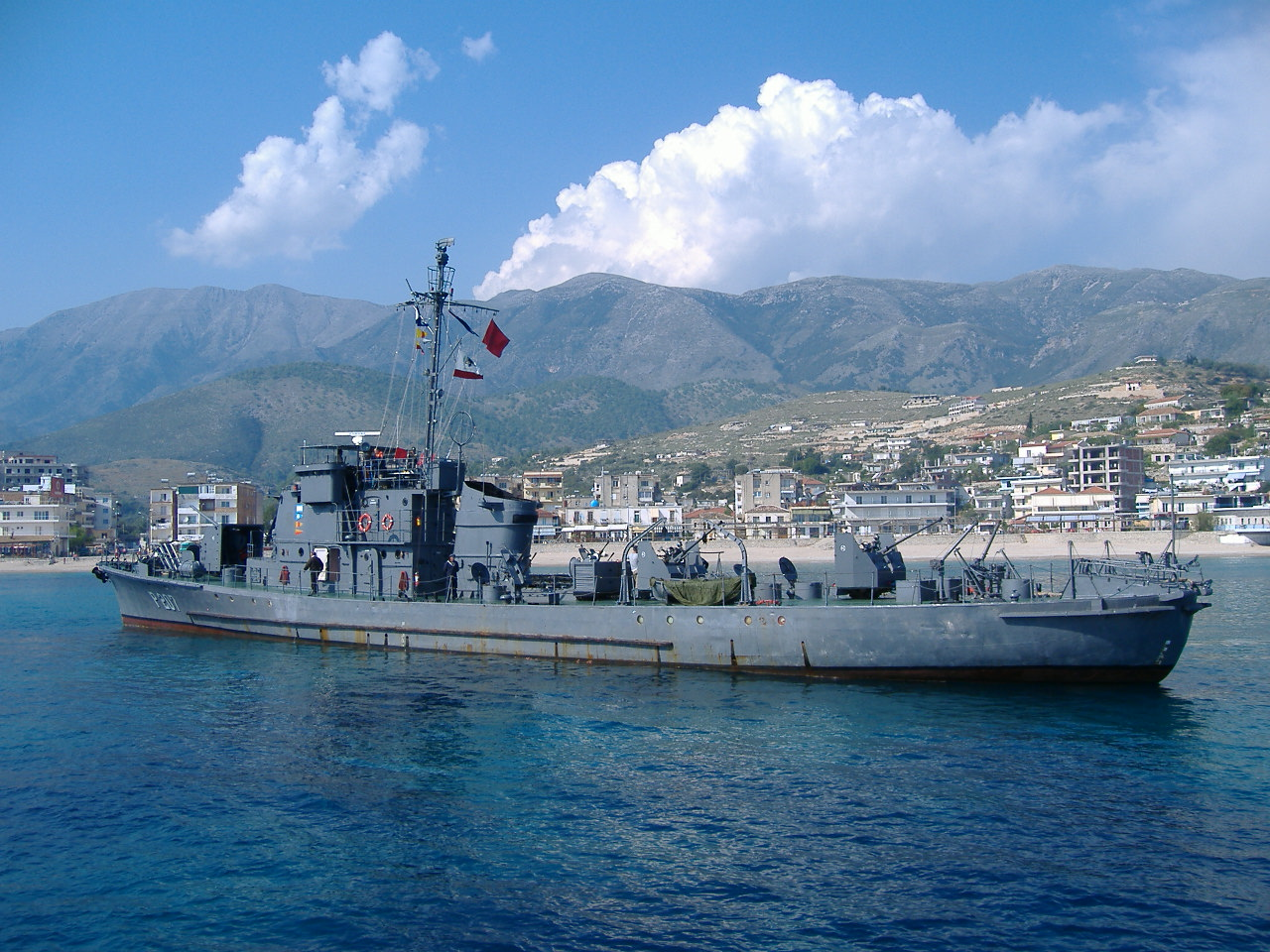
Albánská hlídková loď sovětského Projektu 122bis v roce 2007

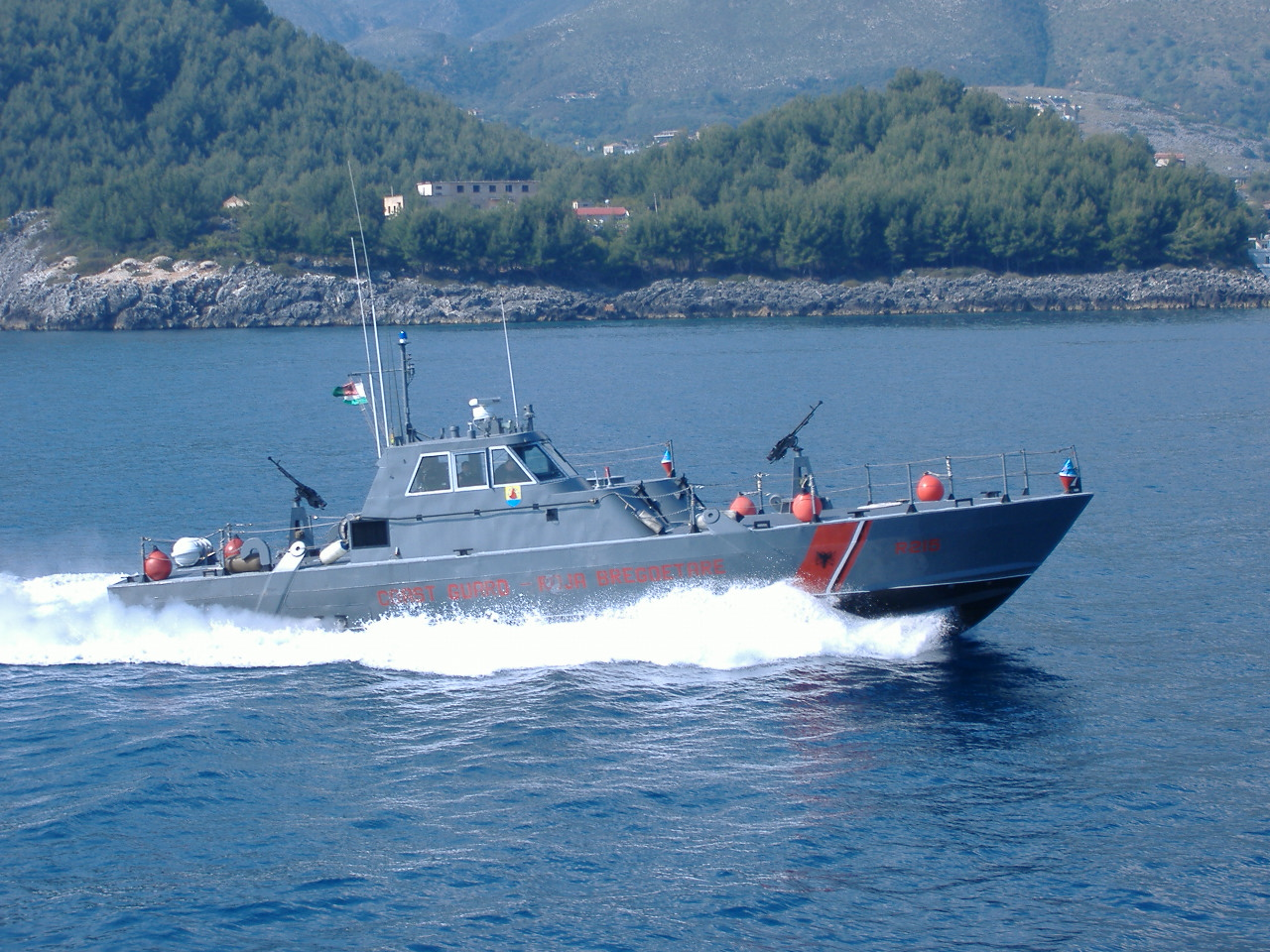
Od americké pobřežní stráže získaný hlídkový člun Sea Spectre Mk.III

Albánské námořnictvo vzniklo roku 1925. Nejprve jako námořnictvo albánské republiky a v letech 1928–1939 královské námořnictvo. Tato éra skončila 7. dubna 1939 italskou invazí do Albánie, kde vznikl druhý italský protektorát. Albánské námořnictvo disponovalo jen skromnými silami. Roku 1925 získalo od Itálie dělové čluny Shqipnía (ex FM16) a Skënderberg (ex FM23), původně německé pobřežní minolovky třídy FM. Vyřazeny byly roku 1935. Z Itálie pocházely rovněž čtyři motorové čluny třídy Tirana, dodané roku 1926.
Po druhé světové válce bylo námořnictvo obnoveno. Po válce od Sovětského svazu získalo tři sovětské minolovky typu KM4, dva německé čluny MFP, dva původně jugoslávské minolovné tendry a dva motorové čluny třídy Tirana, provozované už předválečným albánským námořnictvem.
V letech 1946–1991 bylo námořnictvem Albánské socialistické lidové republiky, která představovala jeden z nejtvrdších komunistických režimů v Evropě. Země se postupně dostávala do stále větší izolace. Kontakty se Západem po válce přerušila, zejména po námořním incidentu v Korfském průlivu v roce 1946. Napopak byla součástí východního bloku a v letech 1955–1968 i členským státem Varšavské smlouvy (de facto pak opustila už roku 1961).
V době členství ve Varšavském parku byl hlavním zdrojem výzbroje námořnictva Sovětský svaz. V 50. letech Albánii dodal mimo jiné sedm torpédových člunů britského typu Vosper,, dvanáct torpédových člunů sovětských Projektů 123bis a 123K (prvních šest roku 1956, všechny byly vyřazeny v 80. letech), šest hlídkových protiponorkových lodí Projektu 122bis., šest pobřežních minolovek Projektu 255K (T-301) z let 1957–1959 a dvě oceánské minolovky Projektu 254 (T-43) z roku 1960.
Roku 1961 došlo k roztržce mezi Albánií a Sovětským svazem (s Jugoslávii to bylo ještě dříve). Oficiálně země z Varšavské smlouvy vystoupila roku 1968. Po stažení Sovětů ze země zůstaly na základně Pashaliman ve Vloře čtyři sovětské konvenční ponorky Projektu 913 (v kódu NATO třídy Whiskey), které byly zprovozněny s čínskou pomocí. Jedna ponorka od roku 1976 sloužila jako zdroj náhradních dílů.
Nadále se Albánie orientovala na Čínskou lidovou republiku. K roku 1967 námořnictvo tvořilo okolo 2500 osob. V 70. letech se Albánie rozešla i s Čínou, takže země zůstala v mezinárodní izolaci. Do té doby od Číny námořnictvo získalo například čtyři raketové čluny typu 024, 32 křídlatých torpédových člunů typu 025 a v letech 1974–1975 také šest stíhačů ponorek typu 062.
Po zhroucení komunistického režimu námořnictvu zůstala pouze zastaralá plavidla původem ze Sovětského svazu a Číny. Jeho největšími plavidla zůstávaly sovětské ponorky. Ve službě zůstávalo i několik sovětských minolovek. Další rozvoj námořnictva omezovala špatná hospodářská situace země. Až do začátku hospodářské krize v roce 1996 čítaly albánské námořní síly přibližně 145 plavidel. Kvůly krizi jich byla většina vyřazena.
Roku 2007 se albánské námořnictvo zapojilo do operace NATO Active Endeavour, zaměřené na boj proti mezinárodnímu terorismu a zvyšování bezpečnosti lodní dopravy. Roku 2009 se Albánie stala členem NATO. Od té doby zintenzivnily snahy o modernizaci a rozvoj jejího námořnictva. Od roku 2013 jeho jádro tvoří čtyři hlídkové lodě nizozemského typu Damen Stan Patrol 4207. Náklady na jejich akvizici jsou odhadovány na 45 milionů dolarů. Doplnilo je dalších 27 plavidel různých typů, převážně hlídkových člunů získaných od americké a italské pobřežní stráže.
Roku 2016 se hlídková loď Oriku jako první albánské plavidlo připojila k námořnímu uskupení Standing NATO Maritime Group 2, aby podporovala aktivity NATO v Egejském moři.
V dubnu 2025 albánské námořnitvo převzalo hlídkovou loď Libra. Předání proběhlo v přístavu Durrës, kam plavidlo Libra doprovodila italská cvičná loď Amerigo Vespucci. Stalo se tak v rámci dvoustranné námořní spolupráce s Itálií, jejíž součástí má být rovněž strategická spolupráce italské loďařské koncerny Fincantieri a albánské obranné firmy KAYO. Po zařazení do služby Libra bude největším plavidlem albánského námořnictva.

## Složení

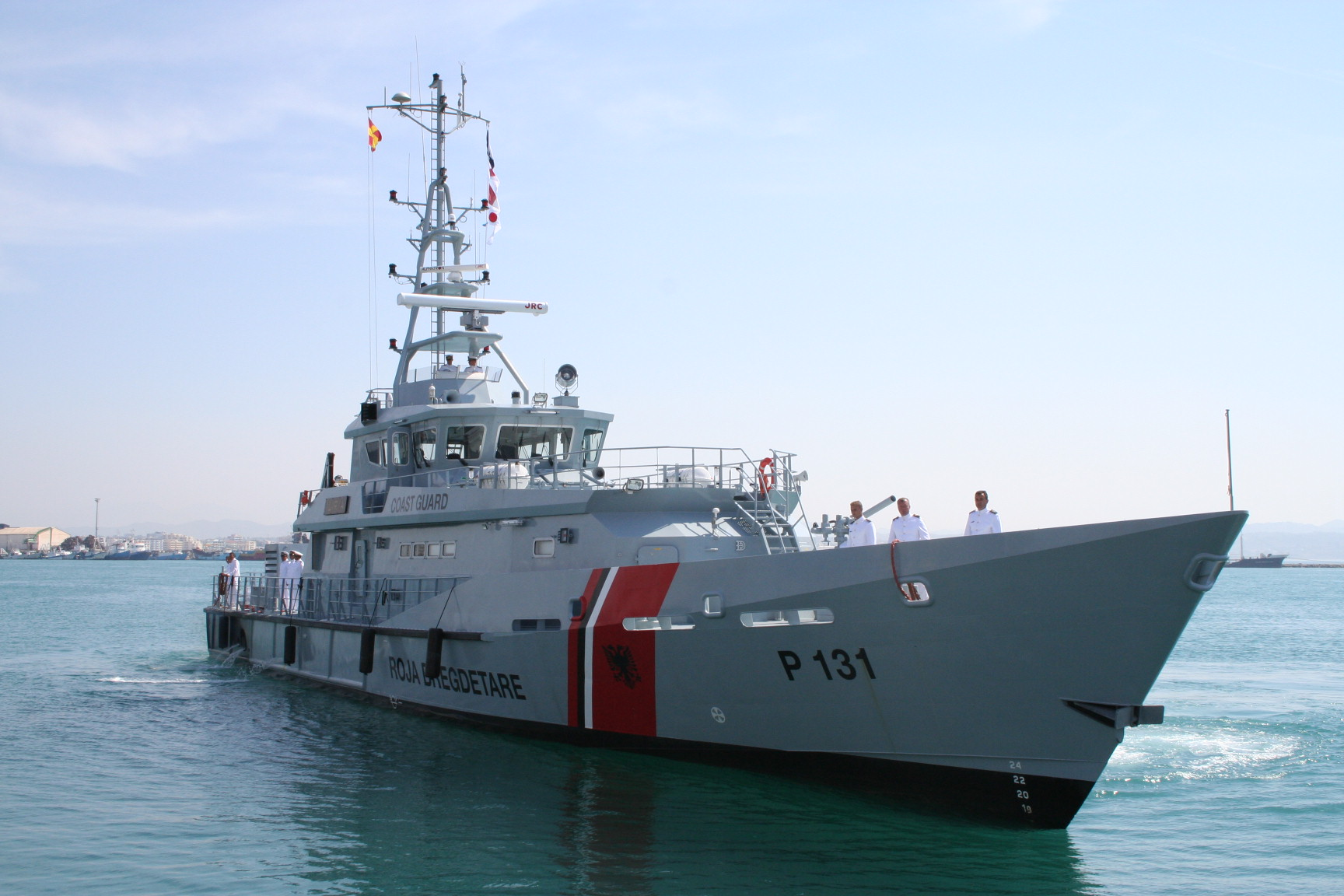
Iliria (P-131)

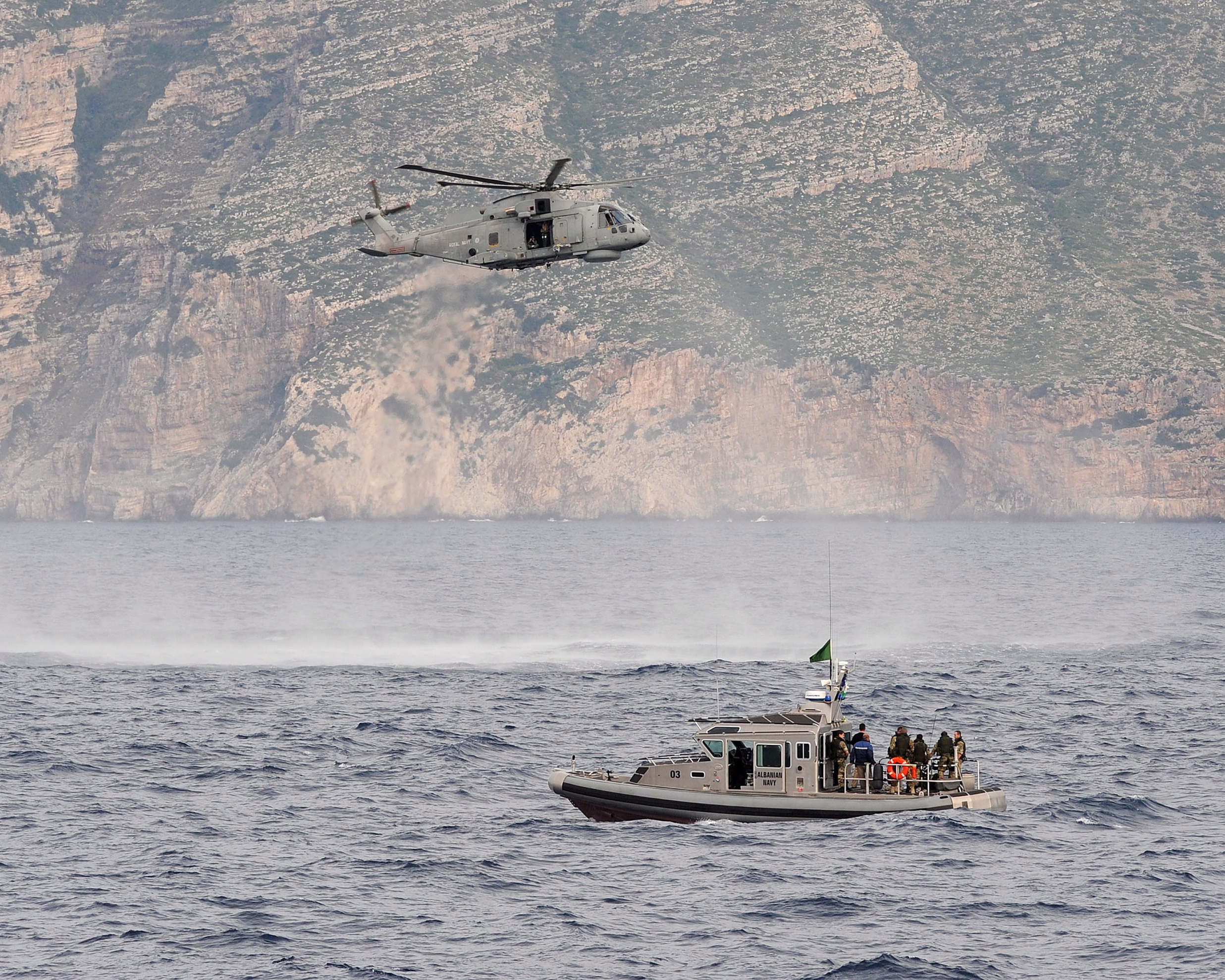
Britský vrtulník Merlin s hlídkovým člunem albánského námořnictva

- Damen Stan Patrol 4207
  - Iliria (P-131)
  - Oriku (P-132)
  - Lisus (P-133)
  - Butrinti (P-134)